# Аугусто Мурер
Аугусто Мурер (італ. Augusto Murer; 21 травня, 1922, Фалькаде, Беллуно — 11 липня, 1985, Падуя) — італійський скульптор XX століття, реалістичного напрямку. Автор декілька антифашистських монументів в Італії.

## Життєпис і творчість
Народився у Фалькадо, провінція Беллуно. Первісне навчання опановував у художній школі в Ортізеї. Значний вплив на світогляд митця мав вплив творчості і поради венеціанського скульптора Артуро Мартіні (1889—1947) восени 1943 року.

## У партизанських загонах
Молодість скульптора припала на роки фашистського режиму Беніто Муссоліні в Італії. Майбутній митець брав участь в антифашистських загонах італійських партизан. У повоєнні роки брав участь у становленні буржуазно-демократичних настанов у місцевості Беллуно, де згодом створив власну художню майстерню. Серед перших творів митця — декілька антифашистських монументів в Італії, в провінційних містах і у Венеції.

## Галузі творчості
Звернувся до станкової скульптури і кабінетної бронзи, давнього і улюбленого матеріалу італійських скульпторів протягом двох тисячоліть. Серед творів митця — побутові сценки («Хлопчик з рибиною», «Хлопчик з ластівкою», бронза). Побутовий жанр був привнесений скульптором навіть у рельєфи для дверей церкви ду-Сан Пелегріно в Кашиас-ду-Сул, Бразилія («Ковалі» та ін.)
Дві особливі галузі творчості скульптора — античність і дерев'яна скульптура.

## Античність в творах А. Мурера
Антична тематика посіла важливе місце в творчості скульптора і через наявність великої кількості творів античних майстрів у музеях і приватних збірках в Італії, і через невмирущу привабливість світлих образів митців Стародавньої Греції. Але скульптурні образи Мурера лише тематично і назвами пов'язані із античністю. Усі вони нічим не копіювали античні зразки, а є індивідуальною інтерпретацією скульптора. Вони осучаснені як звертанням до знахідок митців пластики XX ст., так і новітньою, гострою в силуетах пластичною мовою, такою привабливою в художній манері митця. Мурер сміливо порушував пропорції античних скульптур, цікаво відтворював індивідуальні риси статури сучасних моделей (астенік у «Купальщику», у «Фавні зі флейтою»), але зберігав і відтворював риси дикунства в обличчі Фавна, постаті й людської, й потворно-тваринної, котра не вийшла повністю з дикої природи. Про античність нагадував і відтворений у бронзі «Букраніо», череп бика, відома деталь декору давньоримських споруд, котра перейшла згодом і в декор доби класицизму. Ліпленими черепами биків прикрашені карнизи колишнього палацу Грохольського (Вороновиця, Вінницька область, нині Вороновицький музей історії авіації та космонавтики України. До галузі кабінетної бронзи, давно забутої в країнах СНД, належать варіанти «Фавн і німфа», жоден із котрих не повторює композиційно попередній зразок.
Навпаки, теплі хвилі спогадів про дитинство і юність навіюють бронзові скульптури з підлітками і молодими дівчатами, позбавленими сентиментальності і порожньої зовнішньої привабливості («Хлопчик з рибиною», 1980, «Людвиг у костюмі Арлекіна».)

## «Ворота миру» для церкви в Бразилії

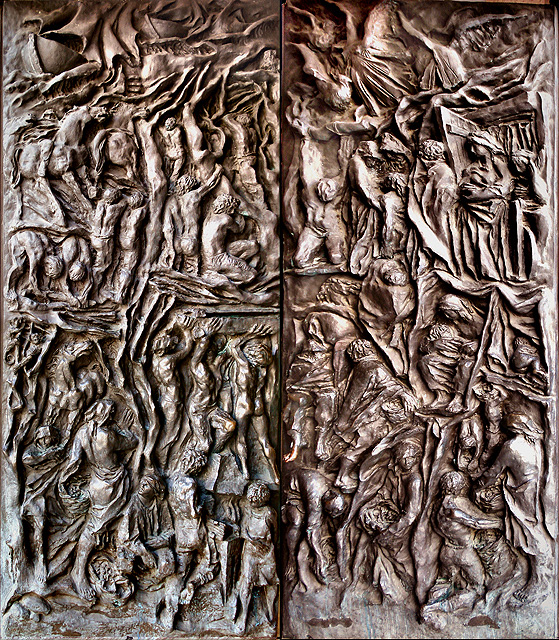
«Ворота миру» для церкви в Бразилії

Звертанням до філософських сторін людського перебування на землі стали рельєфи Мурера у «Воротах миру», виконані для церкви де Сан Пелегріно в Кашиас-ду-Сул, Бразилія.
У італійських скульпторів замова на бронзові рельєфи брами до храму — найпрестижніша замова взагалі, виклик його майстерності і водночас визнання його непересічної обдарованості. Так повелося з років італійського відродження, ще з доби кватроченто, коли бронзові рельєфи до Баптистерію у Флоренції доручили створити скульпторові Лоренцо Гіберті. У XX столітті лише одиниці серед скульпторів мали подібні замови, серед них і земляк Мурера — Джакомо Манцу, котрий попрацював у Ватикані.
У рельєфах воріт Аугусто Мурер подав узагальнену енциклопедію людського побуту і праці важкої, не позбавленої драматизму, виснажливої і щоденно необхідної. Рельєфи — натяк на вимушену еміграцію італійців у Бразилію та складні долі переселенців на новому місці. У натовпі — будівники і селянки з кошиками, збирачі врожаю і ковалі, мати з немовлям, рибалки в човні і вільні коні. Мурер відмовився від окремих композицій у замкнених рельєфах, як то робили попередники Гіберті та Джакомо Манцу. Він подав постаті безперервним потоком, нагадуючи глядачам чи то про драматичні композиції італійського маньєризму, чи то про трагічні композиції експресіонізму. Якщо він був класично врівноваженим у скульптурних ескізах до воріт, то в готовому творі став пристрасним, психологічно-напруженим, як Леопольдо Мендес, динамічним як Сікейрос, не перестаючи бути — Аугусто Мурером.

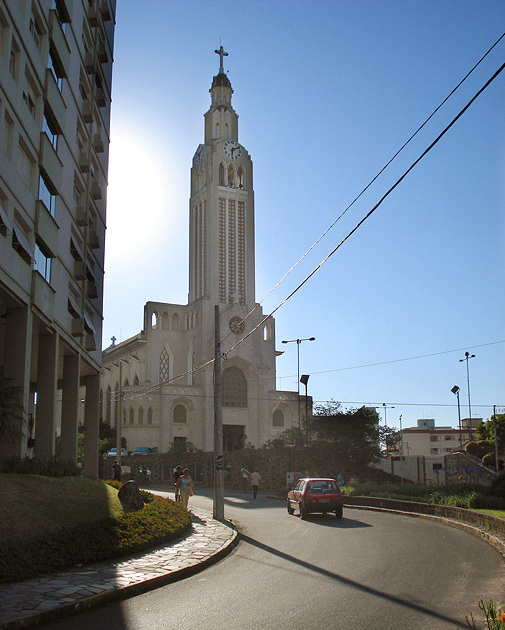
Фасад церкви де Сан Пелегріно в Кашиас-ду-Сул, Бразилія.
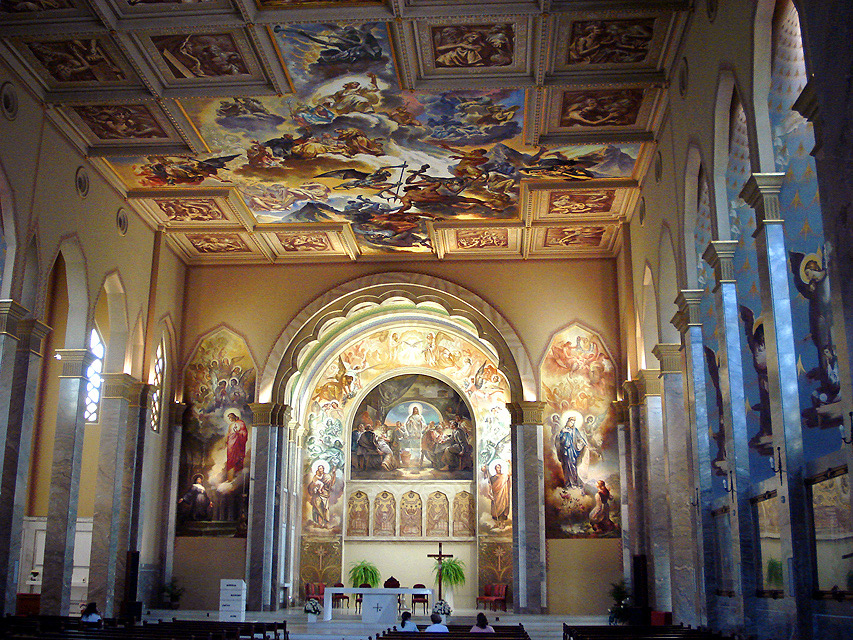
Інтер'єр церкви Сан Пелегріно в Кашиас-ду-Сул, стінописи - Альдо Локателлі.
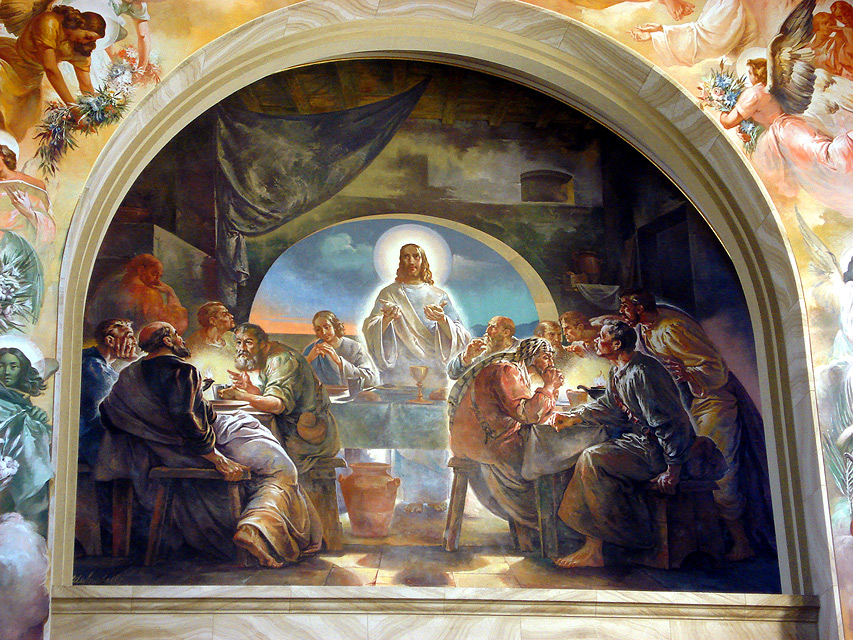
Альдо Локателлі. «Таємна вечеря»
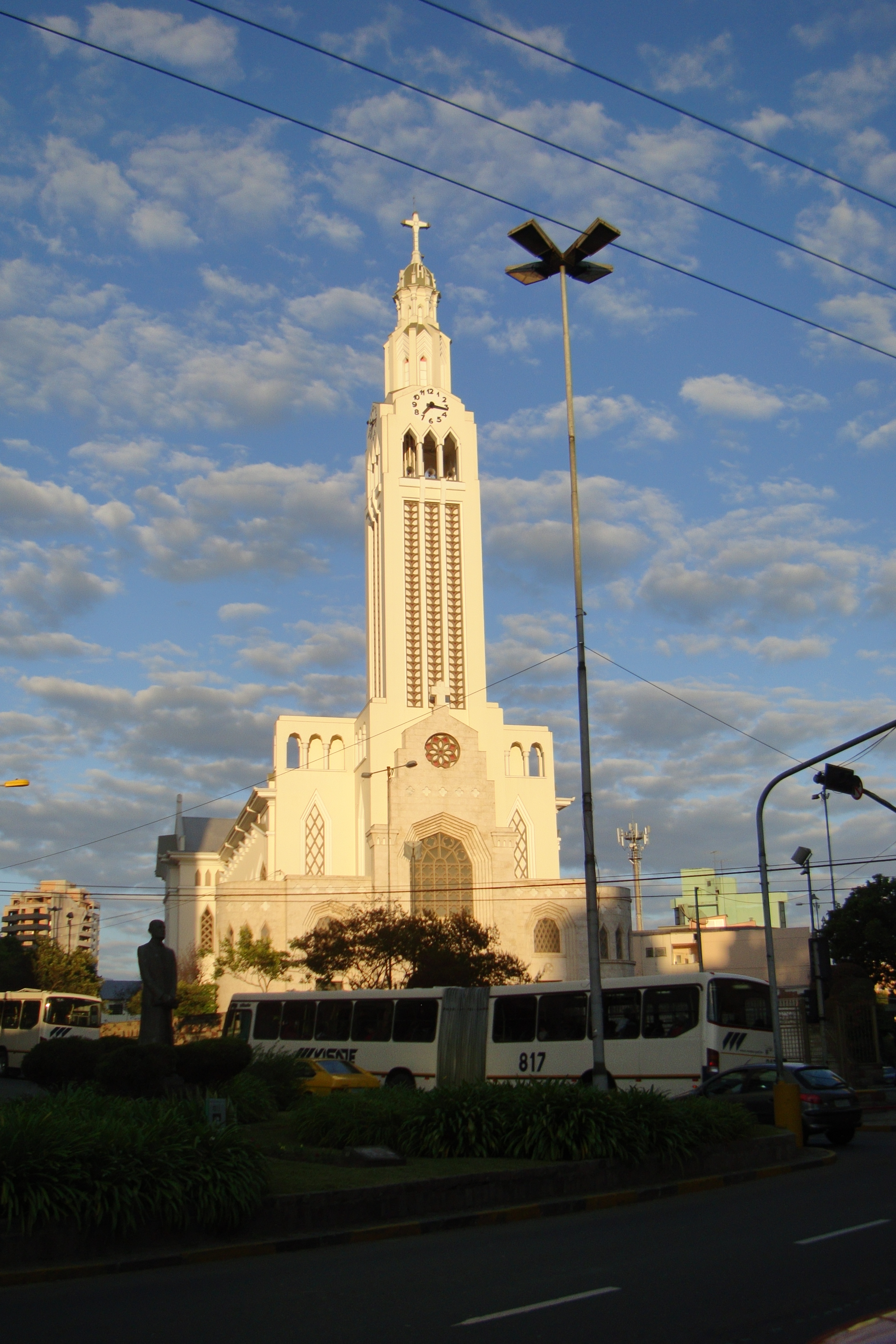

## Дерев'яна скульптура Мурера
Аугусто Мурер — один із небагатьох італійських скульпторів, котрий звертався до роботи в деревині. На відміну від бронзи, котра потребує створення попередніх моделей і ливарних печей, технологічна нескладність роботи з деревиною не привела Мурера до неприємних спрощень і схематизації, таких частих у дерев'яній пластиці інших митців. Це цілком майстерні твори мистецтва в різних ракурсах і ретельною проробкою як поверхні, так і скульптурних образів («Материнство», 1968, «Жіночий торс», 1979, «Арлекін», 1979).

## Малюнки і офорти
У творчому доробку скульптора — десять офортів до книги спогадів Маріо Рігоні Стерн «Сержант в снігах. Спогади про відступ із Росії».
Артистична незакінченість притаманна малюнкам скульптора Мурера. Так, незвичним звертанням до композицій уславленого Мікеланджело да Караваджо став малюнок Мурера «Смерть Арлекіна», де повторена композиція уславленої картини Караваджо «Смерть Богородиці», але в інших реаліях (чи то театральних, чи то циркових). Арлекін — веселий і прудкий персонаж італійського театру. Але в композиції несподівано подана смерть жартівника, що б'є по свідомості сучасного глядача і навіює різні думки про скороминущість і театральної вистави, і про скороминущість життя.

## Увічнення
У містечку Фалькаде відкрито музей Аугусто Мурера.

## Вибрані твори
- «Партизанка», Венеція, 1965
- «Материнство», 1968
- «Букраніо», 1974
- «Фавн», 1977
- «Фавн зі свіреллю», 1977
- «Заручники», 1977
- «Мінотавр», 1978
- «Жіночий торс», 1979
- «Арлекін», 1979
- «Фавн і німфа», різні варіанти
- «Хлопчик з рибиною», 1980
- «Драма людська», 1981
- «Жіночий торс із татуюванням»
- «Хлопчик з ластівкою»
- Рельєфи для церкви де Сан Пелегріно в Кашиас-ду-Сул, Бразилія «Ворота миру» («Ковалі» та ін.)
- Монумент соціалісту Джакомо Матеотті, Ровіго, 1978
- Десять офортів до книги спогадів Маріо Рігоні Стерн «Сержант у снігах. Спогади про відступ з Росії»